# Калашибетта
Калашибетта (итал. Calascibetta) — коммуна в Италии, располагается в регионе Сицилия, подчиняется административному центру Энна.
Население составляет 4797 человек, плотность населения составляет 55 чел./км². Занимает площадь 88,18 км². Почтовый индекс — 94010. Телефонный код — 0935.
В коммуне особо почитаемы вериги святого Петра, празднование в первое воскресение августа.